# Józef Krzyżanowski (starosta)
Józef Ryszard Krzyżanowski (ur. 25 lipca 1890 w Chrzanowie, zm. 28 stycznia 1966 w Goczałkowicach) – starosta w okresie II Rzeczypospolitej, brat Juliusza Krzyżanowskiego.

## Życiorys
W 1908 ukończył IV Gimnazjum w Krakowie, w latach 1908–1912 studiował prawo na Uniwersytecie Jagiellońskim. Od 1913 pracował w Namiestnictwie Galicji, od 1914 do 1919 w starostwie powiatowym w Brodach, od 1919 do 1920 w byłym Namiestnictwie we Lwowie. Następnie pracował w starostwie powiatowym w Brodach, w 1921 krótko w starostwie powiatowym w Trembowli, w latach 1921–1923 w Urzędzie Wojewódzkim w Tarnopolu, w latach 1923–1926 w starostwie powiatowym w Tarnopolu.
Od stycznia 1926 do lutego 1927 był starostą powiatu kopyczynieckiego od lutego 1927 starostą powiatu zaleszczyckiego. Przyczynił się do budowy schroniska w Zaleszczykach. W 1935 otrzymał Honorowe obywatelstwo Zaleszczyk. W 1937 obchodził jubileusz 10-lecia pracy na stanowisku starosty w Zaleszczykach. Podczas uroczystości 11 kwietnia 1937 otrzymał tytuły honorowego obywatelstwa gmin zbiorowych powiatu zaleszczyckiego (Drohiczówka, Kasperowce, Koszyłowce, Sińków, Tłuste Wieś, Uhryńkowce, Uścieczko Zaleszczyki), a w Zaleszczyczach na jego cześć przemianowano ulicę Graniczną oraz odsłonięto tablicę pamiątkową na Plaży Słonecznej, a w Uhryńkowcach ustanowiono Dom Ludowy im. Starosty Krzyżanowskiego. Do 1939 był też przewodniczącym Komisji Uzdrowiskowej w Zaleszczykach. Urząd starosty sprawował do czasu wybuchu II wojny światowej i agresji ZSRR na Polskę 17 września 1939.
Po wybuchu II wojny światowej przebywał w Rumunii, był m.in. prezesem, następnie dyrektorem Komitetu Pomocy Polakom w Rumunii. Od lipca 1946 do lipca 1947 był tam zastępca konsula. Po powrocie do Polski był m.in. dyrektorem uzdrowiska w Jastrzębiu Zdroju, od 1953 dyrektorem administracyjnym szpitala reumatycznego w Goczałkowicach.

## Order i odznaczenia
- Złoty Krzyż Zasługi (trzykrotnie: 1929[12], 1939[1], 19 lipca 1946[13])
- Złota odznaka honorowa Związku Podoficerów Rezerwy I klasy (1936)[14]